# Формула ТТ
Формула ТТ (англ. Formula TT) — соревнования в гоночном классе мотоциклов, проводившиеся с 1977 по 1990 годы как официальный чемпионат мира под эгидой Международной федерации Мотоциклетного спорта. Существовало три класса по литражу двигателя (Formula I, Formula II, Formula III), разделявшиеся на двух- и четырёхтактные двигатели.

## История
С 1949 по 1976 годы мотоциклетные гонки Isle of Man TT были частью Чемпионата мира по шоссейно-кольцевым мотогонкам. Они попали под пристальное внимание союза Auto-Cycle Union из соображений безопасности. Особенно когда в 1972 году погиб итальянский профессиональный мотогонщик Gilberto Parlotti. После этой смерти другой итальянский гонщик — Джакомо Агостини заявил, что не будет участвовать в гонках на острове Мэн. К нему присоединился ряд других известных мотогонщиков. Вскоре Международная мотоциклетная федерация лишила гонки Isle of Man TT статуса Чемпионата мира по шоссейно-кольцевым мотогонкам.
Auto-Cycle Union создал новое соревнование, которое включало гонки на острове Мэн.
В течение первых двух лет (1977 и 1978 годы) все три формулы были частью Isle of Man TT — Tourist Trophy и проходили во всех трёх классах: TTF1-TTF2-TTF3.
В 1979—1981 годах гонки проходили в виде двух гонок Tourist Trophy и Ulster Grand Prix и тоже в трёх классах.
C 1982 года соревнования проходили только в двух классах (TTF1-TTF2) и в форматах:
- 1982 год — три гонки: Tourist Trophy; гонка Vila Real в Вила-Реал (Португалия); Ulster Grand Prix;
- 1983 год — четыре гонки: Tourist Trophy; TTF1, Dutch TT; Ulster Grand Prix; TTF2, Ассен (Нидерланды);
- 1984 год — шесть гонок: TTF1-TTF2, Tourist Trophy; TTF1, Dutch TT;  TTF1-TTF2, Vila Real; TTF1-TTF2, Ulster GP; TTF2, в Брно (Чехословакия); TTF1, в Heusden-Zolder (Бельгия);
- 1985 год — шесть гонок: TTF1-TTF2, Tourist Trophy; TTF1, Dutch TT;  TTF1-TTF2, Vila Real; TTF1-TTF2, на Монтжуике (Испания); TTF1-TTF2, Ulster GP; TTF1, на Хоккенхаймринге (Германия);
- 1986 год — восемь гонок: TTF1, Мото Гран-при Сан-Марино в Сан-Марино (Италия); TTF1, на Хоккенхаймринге (Германия); TTF1-TTF2, Tourist Trophy; TTF1, Dutch TT; TTF1-TTF2, Херес (Испания); TTF1, Vila Real; TTF1, Imatra (Финляндия);  TTF1-TTF2, Ulster GP.

Оставшиеся сезоны проходили только в классе Formula I:
- 1987 год — семь гонок: Misano (Италия); Хунгароринг (Венгрия); Tourist Trophy; Dutch TT; Sugo (Япония); Хоккенхаймринг (Германия); Донингтон Парк (Англия);
- 1988 год — восемь гонок: Sugo (Япония); Tourist Trophy; Dutch TT; Vila Real (Португалия); Коувола (Финляндия); Dundrod (Северная Ирландия); Pergusa (Италия); Донингтон Парк (Англия);
- 1989 год — шесть гонок: Sugo (Япония); Tourist Trophy; Dutch TT; Vila Real (Португалия); Коувола (Финляндия); Dundrod (Северная Ирландия);
- 1990 год — пять гонок: Sugo (Япония); Tourist Trophy; Vila Real (Португалия); Коувола (Финляндия); Dundrod (Северная Ирландия).

В 1988 году параллельно этим соревнованиям стартовал конкурирующий чемпионат Чемпионат мира по супербайку (англ. Superbike World Championship), оказавшийся успешнее Формулы ТТ и было решено прекратить её в конце сезона 1990 года.

## Технический регламент
Формула ТТ была разделена на три категории по виду двигателя:
- Formula I — четырёхтактный от 600 до 1000 см³ (снижен до 750 см³ в 1984 году) и двухтактный от 350 до 500 см³;
- Formula II — четырёхтактный от 400 до 600 см³ и двухтактный 250 до 350 см³;
- Formula III — четырёхтактный от 200 до 400 см³ и двухтактный 125 до 250 см³.

## Список победителей
| Год  | Formula III          | Formula II                | Formula I                 |
| ---- | -------------------- | ------------------------- | ------------------------- |
| 1977 | John Kidson (Honda)  | Alan Jackson (Honda)      | Phil Read (Honda)         |
| 1978 | Bill Smith (Honda)   | Alan Jackson (Honda)      | Майк Хэйлвуд (Ducati)     |
| 1979 | Barry Smith (Yamaha) | Alan Jackson (Honda)      | Ron Haslam (Honda)        |
| 1980 | Ron Haslam (Honda)   | Charlie Williams (Yamaha) | Graeme Crosby (Suzuki)    |
| 1981 | Barry Smith (Yamaha) | Tony Rutter (Ducati)      | Graeme Crosby (Suzuki)    |
| 1982 |                      | Tony Rutter (Ducati)      | Джое Данлоп (Honda)       |
| 1983 |                      | Tony Rutter (Ducati)      | Джое Данлоп (Honda)       |
| 1984 |                      | Tony Rutter (Ducati)      | Джое Данлоп (Honda)       |
| 1985 |                      | Brian Reid (Yamaha)       | Джое Данлоп (Honda)       |
| 1986 |                      | Brian Reid (Yamaha)       | Джое Данлоп (Honda)       |
| 1987 |                      |                           | Virginio Ferrari (Bimota) |
| 1988 |                      |                           | Carl Fogarty (Honda)      |
| 1989 |                      |                           | Carl Fogarty (Honda)      |
| 1990 |                      |                           | Carl Fogarty (Honda)      |